# ATC kód A05
ATC kód A05 Léčiva žlučových cest a jater je hlavní terapeutická skupina anatomické skupiny A. Trávicí ústrojí a metabolismus.

## A05A Léčiva k terapii onemocnění žlučníku

### A05AA Přípravky obsahující žlučové kyseliny
A05AA02 Kyselina ursodeoxycholová

### A05AX Jiná léčiva onemocnění žlučníku
A05AX Jiná léčiva onemocnění žlučníku
A05AX02 Hymekromon

## A05B Léčiva k terapii onemocnění jater, hepatoprotektiva

### A05BA Léčiva k terapii onemocnění jater
A05BA Léčiva k terapii onemocnění jater
A05BA03 Silymarin

## Poznámka
- Registrované léčivé přípravky na území České republiky.
- Informační zdroj: Státní ústav pro kontrolu léčiv, Všeobecná zdravotní pojišťovna.